# Jorge Palma

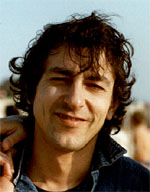
Jorge Palma, 1982

Jorge Manuel d’Abreu Palma, född 4 juni 1950  i Lissabon, Portugal. Jorge Palma är en portugisisk singer-songwriter.

## Diskografi
- 1975 - Com Uma Viagem Na Palma da Mão(Like a trip in the face of the hand)
- 1977 - 'Té Já(See You Later)
- 1979 - Qualquer Coisa Pá Música
- 1982 - Acto Contínuo
- 1984 - Asas e Penas
- 1985 - Lado Errado da Noite(The Wrong Side of the night)
- 1986 - Quarto Minguante
- 1989 - Bairro do Amor(Love Hood)
- 2001 - Proíbido Fumar(Forbiden Smoke)
- 2004 - Norte
- 2007 - Voo nocturno (nocturne fly)